# اورنگ‌آبادی محل
```
اورنگ‌آبادی محل
 (
[
۱
]
 درگذشتهٔ 1688) یکی از همسران ثانویه امپراتور گورکانی 
اورنگ زیب
 بود.
```

## اصالت
اورنگ‌آبادی محل یا متعلق به اورنگ‌آباد، یا ورود او به حرم‌سرای اورنگ‌زیب در شهر اورنگ آباد اتفاق افتاده‌بود. او یا منشأ گرجی یا چرکس داشته‌است. از زمان حکومت امپراتور اکبر، حکم داده شده بود که اسامی زنان دربار نباید به‌طور عمومی ذکر شود، بلکه باید آنها را با برخی القاب تعیین شده مانند محل تولدشان یا شهر یا کشوری که از آن وارد حرم‌سرای امپراتوری شده بودند، مورد خطاب قرار گیرند.